# 太田昭宏
太田 昭宏（おおた あきひろ、1945年〈昭和20年〉10月6日 - ）は、日本の政治家。公明党常任顧問。北区ボディビル・フィットネス連盟最高顧問。
衆議院議員（8期）、新進党副幹事長、公明党幹事長代行、公明党国会対策委員長、公明党代表（第2代）、国土交通大臣（第18・19代）、水循環政策担当大臣（第1・2代）、公明党全国議員団会議議長（初代）を歴任した。

## 経歴

### 生い立ち
現在の愛知県新城市に生まれ、生後間もなく豊橋市へ転居する。愛知県立時習館高等学校、京都大学工学部土木工学科を卒業した。京大在学中は相撲部に所属した。
京都大学大学院工学研究科修士課程を修了した後、1971年4月に公明党機関紙局に就職し、公明新聞で国会担当記者を務める。
1982年、創価学会青年部長に就任した。創価学会の「プリンス」と呼ばれるようになる。

### 衆議院議員
1990年、第39回衆議院議員総選挙に公明党公認で旧東京8区から出馬するも、落選した。
1993年の第40回衆議院議員総選挙では旧東京9区に国替えして出馬し、初当選した。同年8月、当時の公明党委員長石田幸四郎の下で党副書記長、政策審議副会長に就任した。早くから「公明党のプリンス」と目された。
1994年、公明党解党により公明新党を経て新進党結党に参加する。新進党では副幹事長に就任した。小選挙区比例代表並立制導入後初めて実施された第41回衆議院議員総選挙では比例東京ブロック単独で出馬し、再選された。
1998年、新進党解党により、旧公明党系議員が結成した新党平和に参加した後、新党平和・黎明クラブ・公明の合併による公明党再結成にともない、党幹事長代行に就任した。
2000年の第42回衆議院議員総選挙では比例東京ブロック単独で出馬し、3選を果たした。

### 公明党代表
2003年の第43回衆議院議員総選挙では比例単独から東京12区に国替えし、初めて小選挙区で当選した。この選挙では自由民主党、保守新党の推薦を受けた（保守新党は選挙後自民党へ合流）。
2005年の第44回衆議院議員総選挙では、郵政民営化法案の採決で反対票を投じた八代英太（自民党の公認が得られず無所属で出馬）らを破り、5選を果たした。
2006年、神崎武法の退任に伴う公明党代表選挙に立候補し、太田以外に立候補者がいなかったため無投票で党代表に選出された。

### 落選・党代表辞任
2009年の第45回衆議院議員総選挙で従来通り重複立候補を辞退し東京12区のみに立候補したが、民主党の青木愛に僅差で敗れ現職の与党党首でありながら落選した。公明党で党首が落選するのは立党以来初めてであった。総選挙後、9月3日の党常任役員会で党代表辞任を表明し、了承された。なお、同じく落選した党幹事長の北側一雄も併せて辞任した。
同年9月8日の公明党全国代表者会議において、太田の辞任と山口那津男の新代表就任が正式に決まる。これに併せて党規約が改正され、太田は新設ポストである全国代表者会議議長に就任し、執行部に残留した。
同年12月6日、2010年7月の第22回参議院議員通常選挙における比例区候補として公明党から公認された。しかし、2010年2月2日には一転して、公明党は太田の公認を取り消し、党ホームページの参院選立候補予定者欄から太田の名前を削除した。太田の参議院への出馬に対し、創価学会婦人部など学会内部から否定的な意見が多かったことが遠因といわれる。

### 国政復帰・国土交通大臣

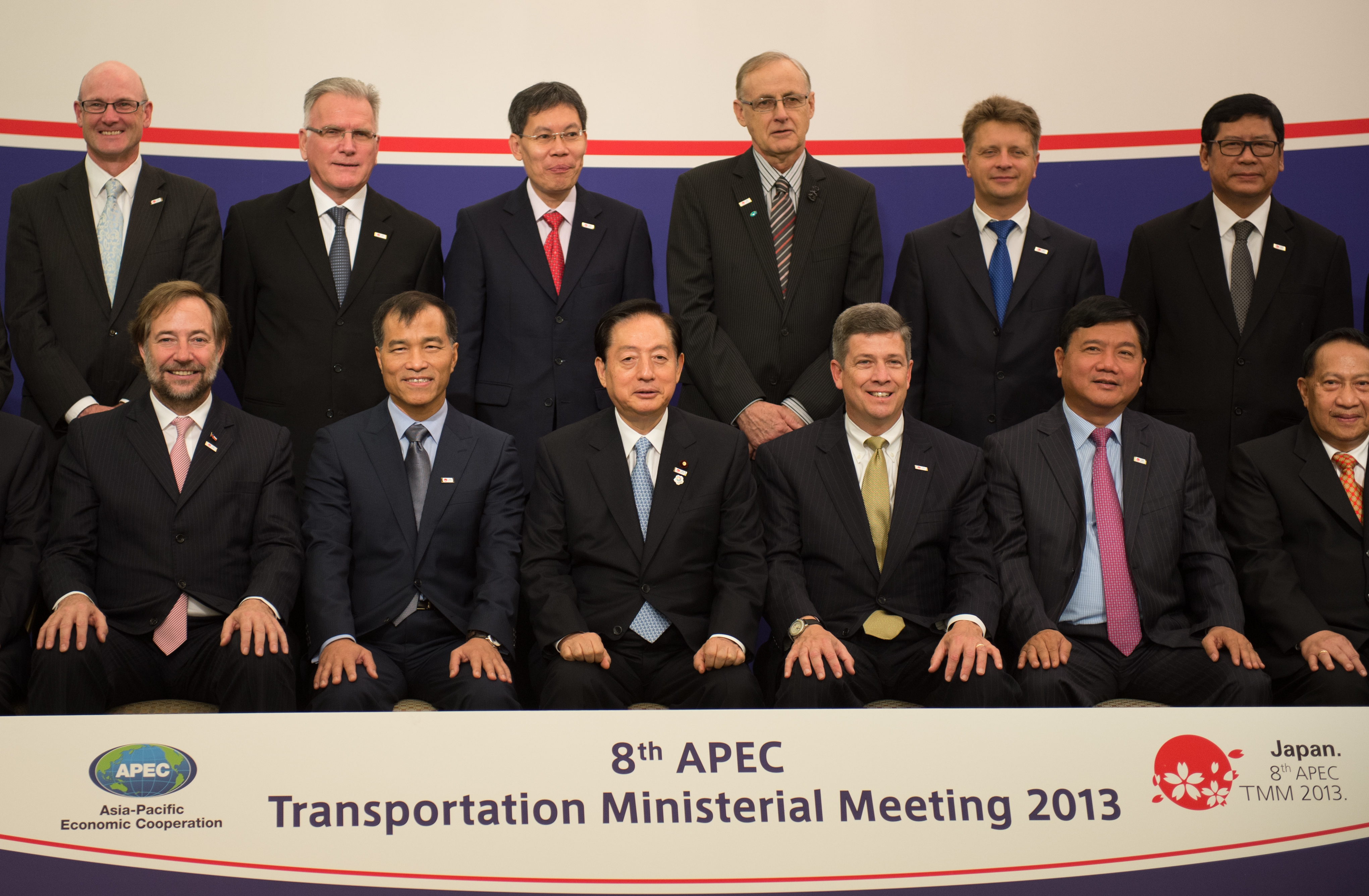
2013年9月5日、第8回APEC交通大臣会合時（前列中央）

この公認取り消しの混乱で政治生命の衰えも一部で指摘されたが、その後も党議長として党内序列2位を維持し、参院選や地方選挙の候補者応援などの政治活動を継続した。
2011年11月17日、公明党中央幹事会は太田を第46回衆議院議員総選挙の東京12区候補予定者に決定した。なお、太田の出馬は議員在任中に66歳を超えないとする党の内規に抵触するが、党は太田を例外扱いとすることを認めた。
2012年12月16日に行われた総選挙の結果、太田は民主党から日本未来の党に移籍した青木を破り当選し、国政に復帰した。12月26日、第2次安倍内閣において国土交通大臣として初入閣した。2013年5月26日、ミャンマー訪問中の内閣総理大臣安倍晋三の代理として大相撲夏場所総理大臣杯を白鵬に授与した。2015年1月25日の初場所千秋楽にISILの人質対応で安倍が業務を行っていた時も総理大臣杯を授与した。
2014年5月20日、国土交通大臣と兼務して初代水循環政策担当大臣に就任した。9月3日に発足した第2次安倍改造内閣でも同職に再任された。
同年9月21日、公明党全国代表者会議の廃止にともない、衆参両院議員団と全国地方議員団会議で構成する公明党全国議員団会議の初代議長に就任した。
同年12月14日に執行された第47回衆議院議員総選挙で7期目の当選を果たし、12月24日に発足した第3次安倍内閣では国土交通大臣および水循環政策担当大臣に再任される。2015年10月7日、第3次安倍第1次改造内閣発足にともない、党政務調査会長の石井啓一に後を託し、大臣職を退任した。
2017年の第48回衆議院議員総選挙で8選を果たした。2019年5月、体力面を理由に第49回衆議院議員総選挙で東京12区からの立候補を見送ることを発表し、公認予定候補の座を岡本三成に譲る。公明党全国議員団会議議長の職を退任し、党常任顧問に就任した。

## 政策・主張
- 内閣総理大臣は靖国神社に参拝すべきでないとしている[13]。
- 「村山談話」および「河野談話」を見直すべきでないとしている[13]。
- 特定秘密保護法を必要としている[13]。
- 選択的夫婦別姓制度導入にどちらかといえば賛成[14]。
- 受動喫煙防止を目的に飲食店等の建物内を原則禁煙とする健康増進法改正に賛成[15]。

## 人物
- 身長175cm、体重80kg。
- 趣味は読書、スポーツ、陶芸。
- カラオケは最新の曲から北島三郎まで何でも歌う。
- 好きな食べ物は魚料理、肉じゃが、メロンパン。
- 好きなテレビ番組は単純な時代劇、サスペンス。

### 発言
- 2007年6月16日、千葉県鎌ケ谷市での街頭演説で年金記録問題に触れ、歴代厚生大臣である菅直人、小泉純一郎、坂口力を名指しして「みんな悪い[16]」と発言した。さらに、「（基礎年金番号の）制度を設計したのは菅氏、施工したのは小泉氏、内装・電気工事をしたのが坂口氏のすべてが悪いのは当然だ[16]」と発言し、基礎年金番号の制度自体に問題があるとの認識を示した。
- 2007年7月29日、第21回参議院議員通常選挙が行われ、公明党は神奈川県、愛知県、埼玉県の選挙区で議席を失うなど歴史的大敗を喫す（その後、神奈川県は松あきらが繰り上げ当選）。選挙の形勢が不利となった同日夜、党代表会見で敗北に対する責任を取り代表を辞任するという憶測が流れていたが、「支援者の皆様方、創価学会の皆様ありがとうございました」と支援者へのお礼は述べたものの、内閣総理大臣安倍晋三と共に辞任を否定した。議席を失った神奈川県、愛知県、埼玉県などでは、選挙後に行われた公明党と創価学会による幹部会で太田の辞任を求め、紛糾する事態となった[17]。聖教新聞のコラム「寸鉄」も、学会員の働きぶりを称賛した反面、公明党執行部や幹部には反省を促した[18]。
- 2008年5月、元公明党委員長矢野絢也が創価学会幹部を提訴[19]した際には、「私なら絶対考えられない」とコメントした[20]。

## 不祥事

### 燃料費過大請求
- 2005年の第44回衆議院議員総選挙で、太田が選挙カーの給油量を実際より多く申請し、東京都選挙管理委員会から燃料代を過大に受け取っていたことが判明した[21]。太田は、2005年8月30日から9月10日までの間に「毎日同量の61.25リットルを足立区内の給油所で給油した」[21]と申請していた。選挙カーの燃料代は1台に限り8万8200円まで公費負担となるため、東京都選挙管理委員会は太田に対し燃料費の代金を支給した。しかし、2007年10月に調査したところ過大請求だったことが判明し、11月に東京都選挙管理委員会に全額返金した。その後、東京都選挙管理委員会に対し朝日新聞社が情報公開請求を行ったためこのことが判明し、2008年1月13日の朝日新聞に掲載された[21]。翌日には読売新聞など主要各紙もこの過大請求を報じるなど批判が相次ぎ、太田は同年1月14日付で謝罪した[22]。しかし、党代表の辞任や議員辞職する意向はないと表明した。なお、過大請求の理由については「伴走車両の分も合わせて請求していた」と太田事務所は説明している[21]。

## 選挙歴
| 当落 | 選挙                   | 執行日         | 年齢 | 選挙区    | 政党   | 得票数     | 得票率 | 定数 | 得票順位 /候補者数 | 政党内比例順位 /政党当選者数 |
| ---- | ---------------------- | -------------- | ---- | --------- | ------ | ---------- | ------ | ---- | ------------------ | ---------------------------- |
| 落   | 第39回衆議院議員総選挙 | 1990年02月18日 | 44   | 旧東京8区 | 公明党 | 3万8955票  | 16.41% | 3    | 4/9                | /                            |
| 当   | 第40回衆議院議員総選挙 | 1993年07月18日 | 47   | 旧東京9区 | 公明党 | 7万5358票  | 18.42% | 3    | 1/10               | /                            |
| 当   | 第41回衆議院議員総選挙 | 1996年10月20日 | 51   | 比例東京  | 新進党 |            |        | 19   | /                  | 4/5                          |
| 当   | 第42回衆議院議員総選挙 | 2000年06月25日 | 54   | 比例東京  | 公明党 |            |        | 17   | /                  | 1/2                          |
| 当   | 第43回衆議院議員総選挙 | 2003年11月09日 | 58   | 東京12区  | 公明党 | 9万8700票  | 44.05% | 1    | 1/3                | /                            |
| 当   | 第44回衆議院議員総選挙 | 2005年09月11日 | 59   | 東京12区  | 公明党 | 10万9636票 | 43.18% | 1    | 1/4                | /                            |
| 落   | 第45回衆議院議員総選挙 | 2009年08月30日 | 63   | 東京12区  | 公明党 | 10万8679票 | 41.37% | 1    | 2/4                | /                            |
| 当   | 第46回衆議院議員総選挙 | 2012年12月16日 | 67   | 東京12区  | 公明党 | 11万4052票 | 51.43% | 1    | 1/4                | /                            |
| 当   | 第47回衆議院議員総選挙 | 2014年12月14日 | 69   | 東京12区  | 公明党 | 8万8499票  | 41.64% | 1    | 1/4                | /                            |
| 当   | 第48回衆議院議員総選挙 | 2017年10月22日 | 72   | 東京12区  | 公明党 | 11万2597票 | 51.64% | 1    | 1/3                | /                            |

## 著書
- わが栄光の青春1（第三文明社、1982年） ISBN 4-476-06017-X
- わが栄光の青春2（第三文明社、1984年） ISBN 4-476-06024-2
- わが栄光の青春3（第三文明社、1985年） ISBN 4-476-06032-3
- わが栄光の青春4（第三文明社、1986年） ISBN 4-476-06038-2
- 真っ向勝負 行動する政治家の素顔（鳳書院、2003年） ISBN 4-87122-131-8